# Federazione cestistica di Cipro
La Federazione cestistica di Cipro (acronimo KOK; greco: Κυπριακή Ομοσπονδία Καλαθόσφαιρας, turco: Kıbrıs Basketbol Federasyonu) è l'ente che controlla e organizza la pallacanestro a Cipro.
La federazione controlla inoltre la nazionale maschile e femminile. Ha sede a Nicosia e l'attuale presidente è George Crysostomou.
È affiliata alla FIBA dal 1974 e organizza il campionato di pallacanestro cipriota.